# Малдред Мак-Кринан
Малдред (англ. Maldred) или Малькольм (англ. Malcolm; ум. ок. 1045) — барон Оллердейла, регент Стратклайда в 1034/1035 году, младший сын аббата Данкельда Кринана и Беток, дочери короля Альбы Малькольма II, младший брат короля Стратклайда и Альбы Дункана I, основателя Данкельдской королевской династии. Малдред был предком знатного шотландского рода Данбаров; также к нему выводил своё происхождение английский род Невиллов, игравший заметную роль в истории Англии XV века.

## Биография
О происхождении Малдреда сообщает Симеон Даремский, который называет Малдреда сыном Кринана. Он же сообщает о браке Малдреда с Эдгифу, дочерью и наследницей графа Нортумбрии Утреда и англосаксонской принцессы Эдгифу, дочери короля Англии Этельреда II Неразумного.
Фордун сообщает, что когда в 1034 году Дункан I, старший брат Малдреда, стал королём Альбы (Шотландии), он отдал Камбрию своему сыну Малькольму (будущему королю Шотландии Малькольму III). Поскольку он в это время был ещё ребёнком, по мнению современных исследователей, реальным правителем Камбрии, включавшей в себя королевство Стратклайд, был его дядя Малдред. На основании документа графа Госпатрика, сына Малдреда, можно сделать вывод, что Малдреду принадлежала область Оллердейл в Камбрии.
О биографии Малдреда известно мало. Вероятно он погиб около 1045 года во время восстания, поднятого его отцом Кринаном против свергнувшего Дункана I и ставшего королём Шотландии Маэлбета (Макбета) — вероятно в той же битве, в которой погиб и Кринан.
Сыном Малдреда был Госпатрик I, один из последних англосаксонских графов Нортумбрии, основатель шотландского рода Данбаров. Кроме того, к Малдреду выводил своё происхождение знатный английский род Невиллов, игравший заметную роль во время войны Алой и Белой розы. Традиционная генеалогия Невиллов считала их родоначальника Дольфина Фиц-Утреда одним лицом с упоминаемым в 1092 году Дольфином из Карлайла, одним из сыновей Госпатрика, но эта версия имеет хронологические проблемы. Историк Пол Бельфур выдвинул гипотезу, что у Малдреда был кроме Госпатрика ещё один сын — Малдред. Ричард, приор Хексема, упоминает «Роберта и Утреда, сыновей Малдреда», которые в 1130-е годы вместе с незаконнорождёнными сыновьями графа Госпатрика опустошили Нортумбрию. Сыном Утреда Бельфур считает Дольфина Фиц-Утреда, родоначальника Невиллов.

## Брак и дети
Жена: ранее 1040 года Эдгита (Эдгифу) (1016 или ранее — ?), дочь Утреда, графа Нортумбрии, от брака с англосаксонской принцессой Эдгифу. Дети:
- Госпатрик I (ок. 1040/1048 — ок. 1075), граф Нортумбрии в 1067 году;
- Малдред, возможный родоначальник рода Невиллов.